# آيت حشلاف (الشبيلية)
آيت حشلاف هو دُوَّار يقع بجماعة الصفاصيف، إقليم الخميسات، جهة الرباط سلا القنيطرة في المملكة المغربية. ينتمي الدوّار لمشيخة الشبيلية التي تضم 6 دواوير. يقدر عدد سكانه بـ 512 نسمة حسب الإحصاء الرسمي للسكان والسكنى لسنة 2004.

## وصلات خارجية
- البوابة الوطنية للجماعات الترابية
- المندوبية السامية للتخطيط